# Larouche
Larouche es un municipio canadiense situado en la provincia de Quebec.

## Superficie
Larouche tiene una superficie de 84,71 km².

## Demografía
En 2021, tenía 1601 habitantes, una densidad poblacional de 18,9 hab./km², y 829 viviendas.